# 영구제명
영구제명(permanent expulsion)은 자격을 상실하는 처벌이다.

## 변호사
변호사법 90조 징계의 종류로 1. 변호사의 직무와 관련하여 2회 이상 금고 이상의 형을 선고받아(집행유예를 선고받은 경우를 포함한다) 그 형이 확정된 경우(과실범의 경우는 제외한다) 또는 2. 동법에 따라 2회 이상 정직 이상의 징계처분을 받은 후 다시 제2항에 따른 징계 사유가 있는 자로서 변호사의 직무를 수행하는 것이 현저히 부적당하다고 인정되는 경우에 처해진다.
영구제명되면 변호사 자격의 결격사유로 다시 변호사가 될 수 없다(동법 5조)

## 세무사
세무사법에 정해진 징계에는 영구제명, 제명이 없으며 등록취소가 최고수위의 징계이다.

## 의사
의료법에 징계조항이 없는 것으로 보아 의사협회에서 자체규정으로 징계제도를 운영하는 듯하다.

## 약사
놀랍게도 약사법에 아무런 징계조항이 없다. 약사회에서 징계제도를 운영하는 듯하다.

## 회계사
공인회계사법에 따르면 세무사와 징계제도가 비슷하며 영구제명제도는 없다.

## 감정평가사
감정평가 및 감정평가사에 관한 법률에 따르면 등록취소보다 높은 자격취소제도가 있다. 영구제명은 없다.

## 건축사
건축사법에 의하면 자격의 취소가 가장 높은 제제조치이다.

## 변리사
변리사법도 등록취소가 가장 수위가 높은데 특이하게도 징계종류조항의 4번항목에 열거되어 있다(다른 법률은 1번이 가장 높은 수위의 징계).

## 노무사
공인노무사법에 영구제명과 사실상 같은 영구등록취소제도가 있다.

## 보세사
개별 법령이 없고 관세법 보세구역조항들 속에 숨어있다. 조문이 3-4개 정도에 불과하고 징계조항도 없어 감독관리상 부실이 우려된다.

## 법무사
영구제명은 없다

## 같이 보기
- 자격정지
- 영구 결번